# Beinette

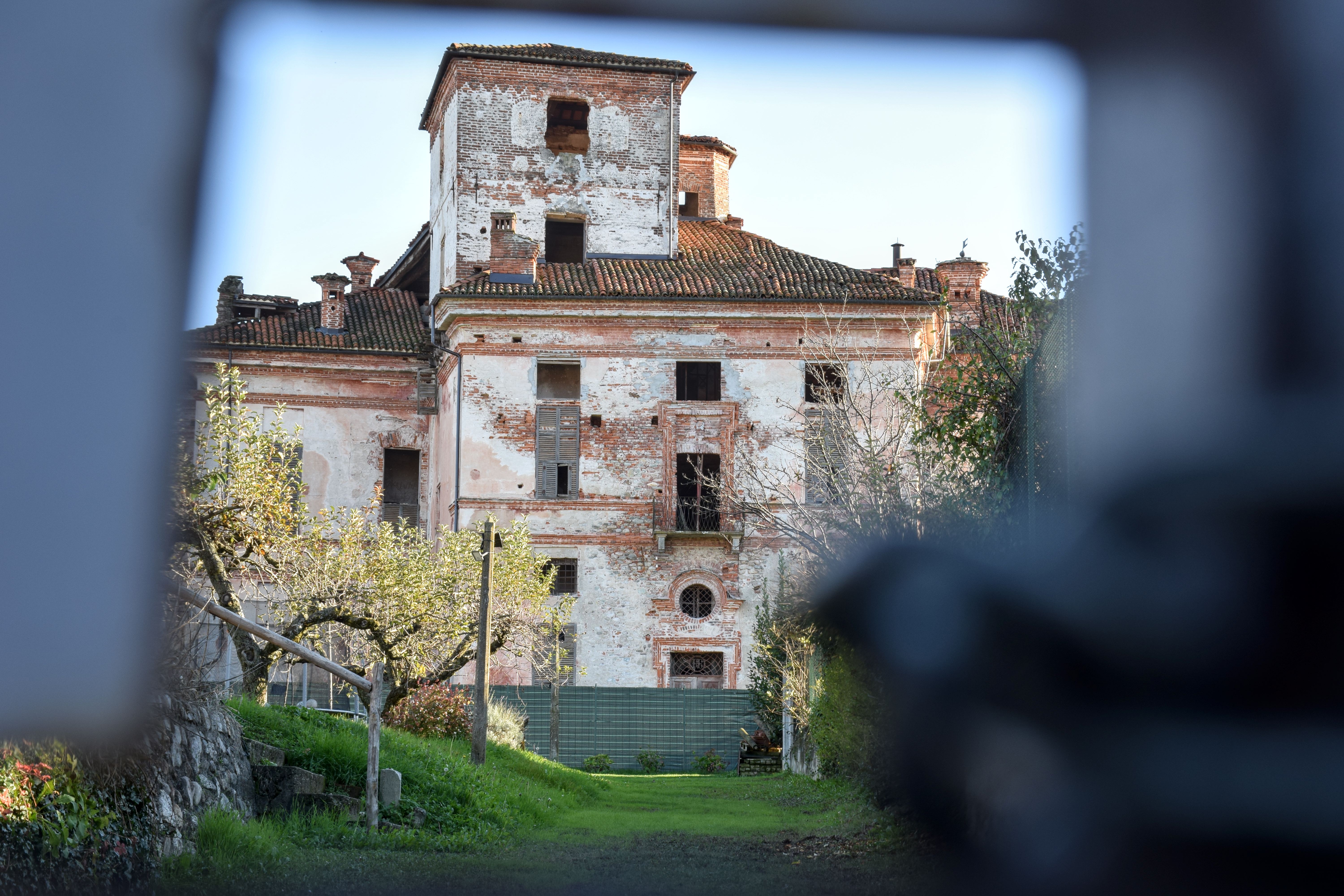
Castello di Beinette

Beinette (Beinëtte in piemontese) è un comune italiano di 3 505 abitanti della provincia di Cuneo in Piemonte. Faceva parte della comunità montana delle Alpi del Mare.

## Geografia fisica
Situato sull'altipiano di Cuneo, presso lo sbocco delle valli della Bisalta, il comune sorge a poca distanza dal lago Beinette, sulle rive dei torrenti Brobbio e Josina, che, con le loro frequenti inondazioni, ne condizionano l'esistenza fino all'inizio del XX secolo.

## Storia
Il toponimo, rivela chiaramente un'origine antichissima, derivando il nome dalla principale tribù liguri della zona, quella dei bagienni, stanziatisi nel Piemonte meridionale già in epoca antecedente la conquista romana. È probabile che l'abitato romano si sia sviluppato su di un precedente insediamento indigeno, del quale, tuttavia non è stata individuata traccia. La denominazione celto-ligure, infatti ha persistito nonostante la successiva latinizzazione del territorio.

### La dominazione romana
I primi secoli della dominazione romana coincidono con il periodo più florido della storia di Beinette. Numerosi ritrovamenti archeologici dimostrano la ricchezza artistica del piccolo centro, che, tuttavia, in seguito alle parabole discendenti delle vicende politico-economiche di Roma, decadde rapidamente a partire dal IV secolo.

### Il Medioevo
Per lungo tempo Beinette rimase assente dai documenti ufficiali. Ricompare pochi anni prima del 1000, in una donazione fatta da un Johannes habitator in loco Bagenne, al vescovo di Asti.
Verso la metà dell'XI secolo, un diploma emanato da Enrico III conferma il dominio della Chiesa di Asti sul comitato di Bredulo e ricorda nuovamente la corte di Baienna Superioris. 
La villa, torna ad essere un luogo prospero e di rilievo, ormai difesa da un castello, possedendo inoltre un ampio territorio, esteso fino alla Bisalta, con una pieve e il monastero femminile Santo Stefano del lago, sotto la giurisdizione astigiana di Sant'Anastasio.

### Il Rinascimento
Soggetta fin dalle origini ai vescovi di Asti, Beinette verrà concessa in feudo, prima ai Marchesi di Busca, poi ai Signori di Forfice, ed infine, nel 1237, ai Signori di Morozzo. Occupata nel 1245 dalle truppe di Cuneo, ne seguirà la storia per più di un secolo. Passata nel 1382 ai Principi di Acaia, Beinette divenne libero comune nel 1385, e conquistata nel 1396 dai Marchesi del Monferrato, che la cedettero nello stesso anno ai Savoia.

### Dal 1600 al 1800
Più volte danneggiata nel corso di vicende belliche, che interessarono a partire dal XVI secolo la fortezza di Cuneo, il paese nel 1744 fu occupato dalle truppe gallo-ispaniche, mentre verso la fine del secolo fu teatro di aspri combattimenti tra austriaci e armate napoleoniche.

### Simboli
Lo stemma è stato riconosciuto con decreto del capo del Governo del 24 ottobre 1936.
È costituito da uno scudo sannitico di azzurro, al bastione rosso, munito di una torre centrale sormontata da una colomba d’argento e fondato su un terreno erboso, attraversato da un sentiero; sull'opera muraria spiccano una croce nera e due pianticelle fiorite. Il motto in latino è: Esto nobis Domine turris fortitudinis. Il gonfalone è un drappo rettangolare di bianco.

## Monumenti e luoghi di interesse

### Il castello

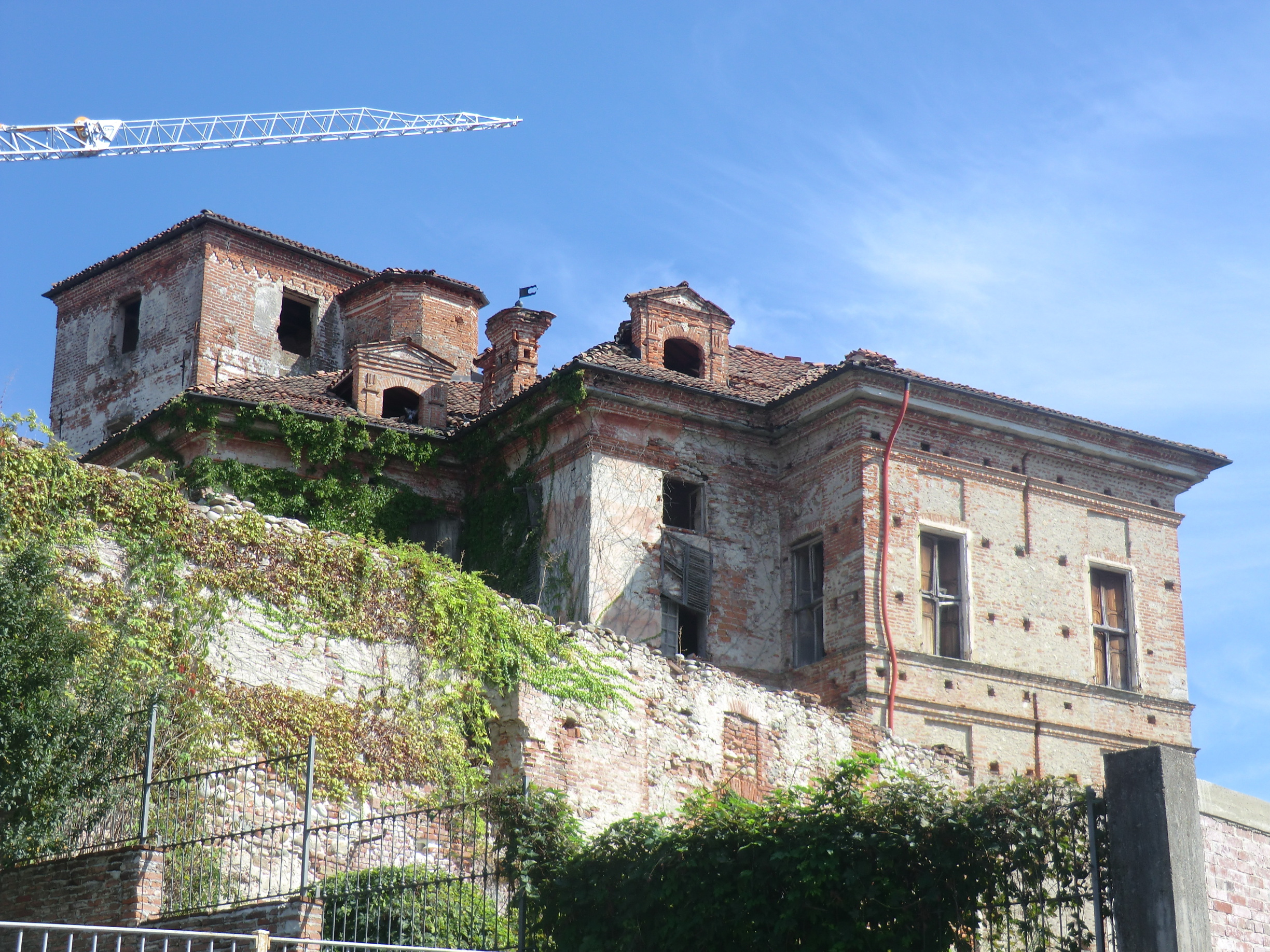
Castello di Beinette

Il castello di Beinette è documentato storicamente a partire dall'XI secolo. L'edificio attuale, situato in cima ad una leggera elevazione del terreno, rivela all'esterno tracce dell'originale borgo medioevale, solo nella torre quadrata che sovrasta il corpo principale della costruzione. Nel settecento, per volere di Carlo Vincenzo Ferrero, marchese di Ormea, si procedette ad una ristrutturazione, opera dell'ingegnere Carlo Antonio Castelli che iniziò i lavori a partire dal 1741, dando vita ad un complesso nello stesso tempo gradevole e massiccio. La struttura è caduta in totale stato di abbandono, venendo invasa dalla vegetazione e gravemente compromessa nei suoi principali elementi strutturali.

### Le chiese

#### Santa Maria della Pieve
Situata a nord del borgo, la chiesa di Santa Maria della Pieve, pur avendo subito nel corso dei secoli diverse ristrutturazioni, conserva interessanti affreschi del XV-XVI secolo. La costruzione, costituita da una vasta aula absidata, è preceduta da un porticato e mantiene la struttura originale dell'XI secolo. La zona absidale, dalle chiare linee romaniche, presenta al centro l'affresco della maestosa figura della Vergine del Manto; alle spalle dell'altare, la Madonna in trono, affrescata nel registro sottostante. Le pareti della navata, inizialmente coperta da capriate in legno, sono affrescate con episodi della Vita della Madonna e con un San Cristoforo. Solo nove dei quindici riquadri si possono considerare in buono stato di conservazione. Interessante sono anche la Fuga in Egitto e le Nozze della Madonna.Il ciclo non è riconducibile ad una sola mano, ma a una bottega in cui operavano più artisti, tutti accomunati da fatto di trarre ispirazione dalle incisioni nordiche (in particolare di Albrecht Dürer) e dai polittici dei pittori più attivi nel Piemonte dell'epoca (Defendente Ferrari e Gaudenzio Ferrari).
Nell'area della pieve sono stati individuati numerosi reperti risalenti alla dominazione romana. Due epigrafi, di età augustea, scoperte all'inizio del Novecento sotto il pavimento della chiesa, sono state conservate a Peveragno, presso privati, tra il 1909 ed il 1985, poi se ne è persa notizia. Particolarmente interessante si presentano un frammento di stele romana dipinta con toro rampante, murata all'interno presso l'altare, ed un'epigrafe, sempre romana del I secolo d.C. rinvenuta alla fine del Settecento e custodita al Museo di Antichità di Torino.

#### Il monastero di Santo Stefano del lago
Situato sopra le sorgenti del torrente Brobbio, su una modestra altura a ridosso della provinciale Beinette-Chiusa di Pesio, sorge l'ex monastero di Santo Stefano del lago. L'antica costruzione, documentata fin dal 1041 e trasformato in cascina nel Settecento, ha subito nel corso dei secoli ristrutturazioni così profonde da rendere complessa l'individuazione degli ambienti originali. Sono comunque visibili elementi architettonici in stile romanico e pochissime tracce di affreschi di incerta datazione.

## Cultura

Il retro della biblioteca

Dal giugno 2007 Beinette ha una nuova biblioteca: la nuova sede è la centrale Casa Gauberti. La biblioteca è uno dei centri principali della vita culturale del territorio.

## Economia
Accanto alla tradizionale agricoltura, da un po' di tempo si sono sviluppate promettenti attività industriali. I terreni in gran parte irrigui offrono notevoli produzioni di foraggio, utilizzato per l'allevamento del bestiame. Sul territorio sono presenti anche attività di lavorazione della carne e del latte.

## Televisione
A Beinette è presente la sede dell'emittente locale Telegranda.

## Società

### Evoluzione demografica
Abitanti censiti

### Etnie e minoranze straniere
Secondo i dati Istat al 31 dicembre 2017, i cittadini stranieri residenti a Beinette sono 326, così suddivisi per nazionalità, elencando per le presenze più significative:
1. Romania, 78
2. Albania, 60
3. Marocco, 37
4. Costa d'Avorio, 22

## Amministrazione

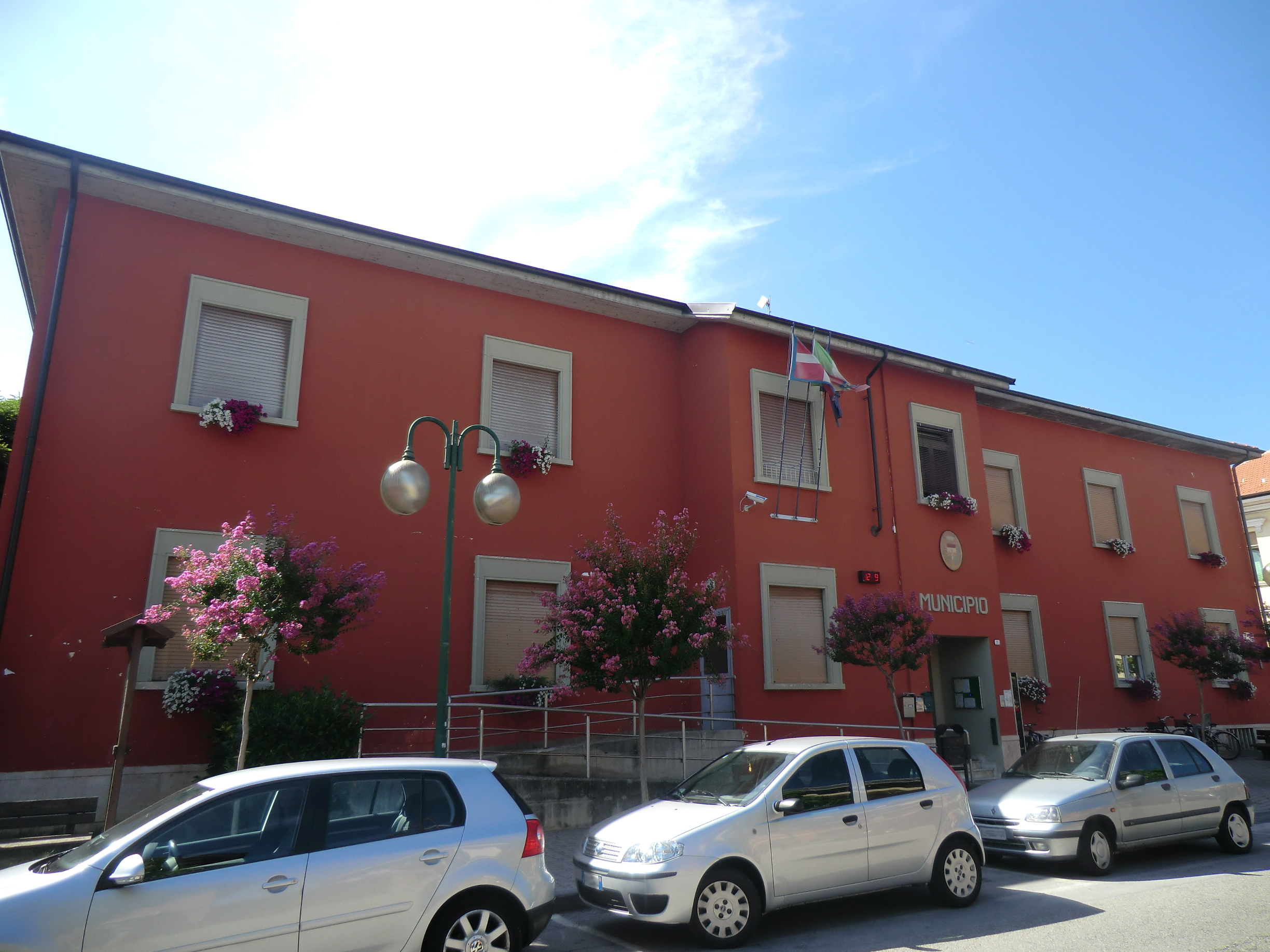
Il municipio

| Periodo        | Periodo        | Primo cittadino   | Partito      | Carica  | Note   |
| -------------- | -------------- | ----------------- | ------------ | ------- | ------ |
| 14 giugno 1999 | 14 giugno 2004 | Andrea Castellino | Indipendente | Sindaco | [ 11 ] |
| 14 giugno 2004 | 8 giugno 2009  | Renato Picollo    | Lista civica | Sindaco | [ 12 ] |
| 8 giugno 2009  | 26 maggio 2014 | Renato Picollo    | Lista civica | Sindaco | [ 13 ] |
| 26 maggio 2014 | 26 maggio 2019 | Lorenzo Busciglio | Lista civica | Sindaco | [ 14 ] |
| 26 maggio 2019 | in carica      | Lorenzo Busciglio | Lista civica | Sindaco | [ 15 ] |